# دانة الربيش
دانة الربيش (16 أكتوبر 1977 -)، إعلامية كويتية.

## عن حياتها
خريجة كلية المحاسبة جامعة الكويت. بدأت مشوارها الإعلامي في قناة الوطن عام 2008 عندما شاركت بتقديم نشرة الأخبار السياسية. وبعد إغلاق القناة إنضمت إلى قناة العدالة، وقامت بتقديم برنامج حواري سياسي بعنوان «مجلس 2016»، واستضافت من خلاله المرشحين والسياسيين، إلا انها بعد فترة استقالت وانتقلت في منتصف عام 2020 الى تلفزيون الكويت لتقدم برنامج «ماذا بعد».